# Капский ткач
Ка́пский ткач (лат. Ploceus capensis) — один из видов ткачей.
Данный вид — эндемик ЮАР, обитает в Капской области, в финбоше. Птицы образуют небольшие колонии, гнездятся на деревьях, либо в тростниковых зарослях.
Длина тела птиц — до 17 см. У самцов в основном жёлто-оранжевая окраска, самки имеют жёлто-оливковые голову и грудку. Птенцы по окраске напоминают самок.
Основа питания капских ткачей — семена и насекомые.